# Калліччай (Грама Ніладхарі)
Грама Ніладхарі Калліччай (№ 210A) — Грама Ніладхарі підрозділу ОС Південний Коралай-Патту, округ Баттікалоа, Східна провінція, Шрі-Ланка.